# Cabrini (pel·lícula)
Cabrini és una pel·lícula de drama biogràfic estatunidenca de 2024 dirigida per Alejandro Gómez Monteverde i escrita per Rod Barr, basada en una història d'ambdós. La pel·lícula mostra la vida de la missionera catòlica Francesca Cabrini, interpretada per Cristiana Dell'Anna, que arriba a Nova York i troba resistències a la seva caritat i a les seves iniciatives empresarials. Cabrini explora el sexisme i el fanatisme antiitalià que van patir Cabrini i altres persones a la ciutat de Nova York a finals del segle xix. S'ha doblat i subtitulat al català.
El film es va estrenar als Estats Units el 8 de març de 2024 amb la distribució d'Angel Studios. Tot i que va rebre crítiques majoritàriament positives, la producció va tenir pèrdues, atès que va recaptar 20,5 milions de dòlars a tot el món amb un pressupost de 50 milions.